# جولیان گوریوس
جولیان گوریوس (انگلیسی: Julien Gorius؛ زادهٔ ۱۷ مارس ۱۹۸۵) بازیکن فوتبال اهل فرانسه است.
از باشگاه‌هایی که در آن بازی کرده‌است می‌توان به باشگاه فوتبال چانگچون یاتای، باشگاه فوتبال متس، باشگاه فوتبال خنک، و باشگاه فوتبال مشلان اشاره کرد.